# Филмор (Мисури)
Филмор (енгл. Fillmore) град је у америчкој савезној држави Мисури.

## Демографија
По попису из 2010. године број становника је 184, што је 27 (-12,8%) становника мање него 2000. године.
| Група             | 2000.       | 2010.       |
| Белци             | 208 (98,6%) | 181 (98,4%) |
| Афроамериканци    | 0 (0,0%)    | 0 (0,0%)    |
| Азијати           | 2 (0,9%)    | 0 (0,0%)    |
| Хиспаноамериканци | 1 (0,5%)    | 0 (0,0%)    |
| Укупно            | 211         | 184         |